# بيريل ماركهام
بيريل ماركهام (الاسم قبل الزواج كلاتربوك، 26 أكتوبر 1902 -3 أغسطس 1986) طياّرة كينية إنجليزية المولد (واحدة من أوائل طياري الأدغال)، ومغامرة، ومدربة لخيول السباق، ومؤلفة. كانت أول شخص يطير بمفرده ودون توقف عبر المحيط الأطلسي من بريطانيا إلى أمريكا الشمالية. كتبت عن مغامراتها في مذكراتها الغرب مع الليل.

## النشأة
ولِدت ماركهام في قرية آشويل بمقاطعة روتلاند في إنجلترا، وهي ابنة تشارلز بالدوين كلوترباك، مدرب خيول بارع، وزوجته كلارا أغنيس (الاسم قبل الزواج ألكسندر) (1878-1952). كان لديها شقيقها الأكبر، ريتشارد ألكسندر «ديكي» كلاتربوك (1900-1927).
عندما كانت في الرابعة من عمرها، انتقلت مع والدها إلى كينيا، التي كانت آنذاك مستعمرة بريطانية في شرق أفريقيا. بنى مزرعة لسباق الخيل في نجورو، بالقرب من وادي ريفت العظيم بين جرف ماو ووادي رونغاي. قضت ماركهام طفولتها المغامرة في التعلم، واللعب، والصيد مع الأطفال المحليين. في مزرعة عائلتها، طورت حبها ومعرفتها بالخيول، وأثبتت نفسها كمدربة في سن 17، بعد أن غادر والدها إلى بيرو.
تمتعت ماركهام بحس بالمغامرة والتفكير المستقل والجميل، وكانت موضع إعجاب ووصِفت بأنها غير تقليدية، حتى في مستعمرة معروفة بغرابة أطوار الملونين. تزوجت ثلاث مرات، واتخذت اسم ماركهام من زوجها الثاني، الثري مانسفيلد ماركهام، الذي أنجبت منه ابنًا، غيرفس. كان لها علاقة علنية في عام 1929 مع الأمير هنري، دوق غلوستر، نجل الملك جورج الخامس، لكن يُزعم أن آل ويندسور قطعوا العلاقة الرومانسية. كانت لديها أيضًا علاقة غرامية مع هوبيرت برود، الذي سمّاه مانسفيلد ماركهام لاحقًا بصفته شريكًا للمُدعى عليها في طلاقه عام 1937 من ماركهام. بعد عبورها الأطلسي، عادت لتكون مع برود، الذي كان له أيضًا تأثير في حياتها المهنية في مجال الطيران.
صادقت الكاتبة الدنماركية كارين بلكسين خلال السنوات التي كانت فيها بلكسين تدير مزرعة قهوة عائلتها في تلال نغونغ خارج نيروبي. عندما أوشكت علاقة بلكسين الرومانسية مع الصياد والطيار دينس فينش هاتون على الانتهاء، بدأت ماركهام علاقتها معه. دعاها للقيام بجولة في أراضي الصيد، لكن من المفترض أن ماركهام رفضت بسبب هاجس مدربها، الطيار البريطاني توم كامبل بلاك، ليتبين أن تلك الجولة كانت رحلته المميتة.
بإلهام وتدريب من قبل توم كامبل بلاك، تعلمت ماركهام الطيران. عملت لبعض الوقت كطيّارة في الأدغال، إذ اكتشفت حيوانات الصيد من الجو، وأشارت إلى مواقعها في رحلات السفاري على الأرض.
اختلطت أيضًا بمستوطنة الوادي السعيد سيئة السمعة.

## رحلة قياسية
قد تشتهر ماركهام برحلتها الفردية عبر المحيط الأطلسي، من إنجلترا إلى أمريكا الشمالية في عام 1936.
عندما قررت ماركهام عبور الأطلسي، لم يكن أي طيار قد طار دون توقف من أوروبا إلى نيويورك، ولم يقم أحد برحلة باتجاه الغرب بمفرده، مع أن العديد منهم ماتوا وهم يحاولون ذلك. أعربت ماركهام عن أملها في المطالبة بكلا الأمرين القياسيين. في 4 سبتمبر 1936 أقلعت من أبينغدون بجنوب إنجلترا. بعد رحلة استغرقت 20 ساعة، عانت طائرتها الفيغا غول، ذا مسنجر، من نقص في وقود المحرك بسبب الجليد في فتحات خزان الوقود، وهبطت في خليج بالين في جزيرة كيب بريتون، نوفا سكوشا، كندا. أصبحت أول شخص يسافر من إنجلترا إلى أمريكا الشمالية دون توقف من الشرق إلى الغرب وجرى الاحتفال بها كرائدة في مجال الطيران.
أرّخت ماركهام العديد من مغامراتها في مذكراتها، الغرب مع الليل، التي نُشرت عام 1942. على الرغم من التقييمات القوية في الصحافة، بيع الكتاب بشكل متواضع، ثم سرعان ما نفدت طبعته. بعد العيش لسنوات عديدة في الولايات المتحدة، عادت ماركهام إلى كينيا في عام 1952، وأصبحت لفترة من الوقت أنجح مدربة خيول في البلاد.